# (9793) Torvalds
(9793) Torvalds est un astéroïde de la ceinture principale, découvert le 16 janvier 1996 dans le cadre du programme Spacewatch. Il porte le nom de l'informaticien à l'origine du noyau Linux et du logiciel Git, le Finlandais Linus Torvalds.